# Somebody Outside
Somebody Outside är Anna Ternheims debutalbum, som släpptes 2004. Det innehåller singlarna To Be Gone och My Secret som båda har varit framgångsrika på Trackslistan. Shoreline är en cover som tidigare spelats in av göteborgsbandet Broder Daniel. Somebody Outside släpptes även i en begränsad utgåva med en extra skiva med akustiska versioner av låtarna.

## Låtlista
Låtarna är skrivna av Anna Ternheim om inget annat anges.
1. "To Be Gone" – 2:46
2. "Better Be" – 4:14
3. "I'll Follow You Tonight" – 3:02
4. "Bring Down Like I" – 3:54
5. "I Say No" (Daniel Jansson/Anna Ternheim) – 4:06
6. "French Love" – 3:53
7. "Voice to Calm You Down" – 2:48
8. "Somebody's Outside" – 4:12
9. "My Secret" – 5:01
10. "Shoreline" (Henrik Berggren) – 5:08

## Bonus-CD
1. "To Be Gone" (Naked Version)
2. "Better Be" (Naked Version)
3. "No Way Out" (Naked Version)
4. "Troubled Mind" (Naked Version)
5. "Bring Down Like I" (Naked Version)
6. "I Say No" (Naked Version)
7. "French Love" (Naked Version)
8. "My Secret" (Naked Version)
9. "I'll Follow You Tonight" (Naked Version)

## Medverkande
- Anna Ternheim – sång
- Daniel Jansson – gitarr (spår 1, 2, 4–6, 8, 9)
- Pelle Jacobsson – trummor (spår 2, 4, 6, 8, 9), såg (spår 6)
- Mattias Areskog – bas (spår 1, 2, 4–6, 8, 9)
- Åsa Jacobsson – piano (spår 1, 2, 4–6, 8, 9), orgel (spår 5, 6)
- Anders Ljung – trummor (spår 1), orgel (spår 1), pedal steel guitar (spår 2), synthesizer (spår 6)
- Linus Larsson – bas (spår 2), orgel (spår 3, 9), gitarr (spår 4), mobiltelefon (spår 6)
- Johan Lindström – pedal steel guitar (spår 7)
- Andreas Dahlbäck – orgel (spår 2), kör (spår 3, 10), slagverk (spår 4–6, 9)
- Josef Beltzikoff – klarinett (spår 8)
- Fredrik Oscarsson – trumpet (spår 4)

## Recensioner
Skivan fick ett gott mottagande när den kom ut med ett snitt på 4,1/5 baserat på fyra recensioner.

## Listplaceringar
| Lista (2004-2005) | Topplacering |
| ----------------- | ------------ |
| Sverige           | 3            |